# Бичок річковий
Бичок річковий, Ponticola rhodioni, вид Понто-Каспійських риб родини Gobiidae. Мешкає в басейні річок, що впадають до Чорного моря на північ від Бзибського хребта, а також в басейні Кубані. Належить до групи Ponticola, яка описана як окремий рід згідно із сучасною класифікацією.